# Křeč (stacja kolejowa)
Křeč – stacja kolejowa w miejscowości Křeč, w kraju Wysoczyna, w Czechach Znajduje się na wysokości 660 m n.p.m.
Na stacji nie ma możliwości zakupu biletów, a obsługa podróżnych odbywa się w pociągu.

## Linie kolejowe
- 228 Jindřichův Hradec - Obrataň